# سونالي سيهجال
سونالي سيهجال (بالإنجليزية: Sonnalli Seygall)‏ (ولدت في 1 مايو 1989) هي ممثلة هندية كان أول فيلم لها عام 2011 هو Pyaar Ka Punchnama، من إخراج لوف رانجان. لعبت دور ريا مقابل رايو بخيرتا في دور فيكرانت تشودري. شوهد Sonnalli أيضًا في Pyaar Ka Punchnama 2 و Wedding Pullav، وكلاهما تم إطلاق سراحهما في نفس اليوم (16 أكتوبر). شوهدت مؤخرًا في إعلان مع سلمان خان لـ Thums Up.
كانت عارضة أزياء قبل أن تقرر تجربة حظها في مسابقة ملكة جمال الهند العالمية. ظهرت في مقاطع فيديو موسيقية لبريم، مغنية كندية (تايمز) والدكتور زيوس (استوديو وان). بعد أن قدمت عروضها في الأحداث الحية لـ Reebok و Castrol و Indiatimes و Filmfare و Times of India و Dadagiri (عرض واقعي)، قدمت أيضًا عرضًا في السفارة الهندية في روسيا.
لعب Sonnalli أيضًا دورًا رئيسيًا في Jai Mummy Di، وهو فيلم كوميدي رومانسي من بطولة Sunny Singh و Supriya Pathak و Poonam Dillon ، من إخراج Navjot Gulati. صدر الفيلم في 17 يناير 2020.

## وصلات خارجية
- سونالي سيهجال على موقع IMDb (الإنجليزية)
- سونالي سيهجال على موقع قاعدة بيانات الأفلام العربية
- سونالي سيهجال على موقع قاعدة بيانات الفيلم (الإنجليزية)